# 凯特维尔
凯特维尔（法語：Quetteville，法語發音：[kɛtvil] ⓘ）是法国卡尔瓦多斯省的一个市镇，属于利雪区。

## 地理
凯特维尔（49°20'12"N, 0°18'31"E）面积10.32 平方千米，位于法国诺曼底大区卡爾瓦多斯省，该省份为法国西北部沿海省份，北濒大西洋英吉利海峡，东北与滨海塞纳省以海上边界相接，东临厄尔省，南至奧恩省，西与芒什省接壤。
与凯特维尔接壤的市镇（或旧市镇、城区）包括：热讷维尔、圣伯努瓦代贝尔托、伯兹维尔、马讷维尔拉拉乌勒、阿布隆。

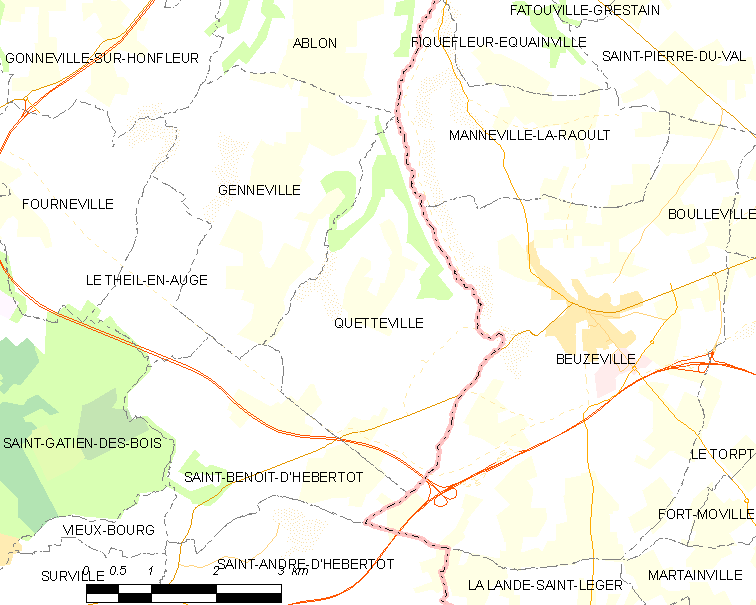
凯特维尔的OSM定位图

凯特维尔的时区为UTC+01:00、UTC+02:00（夏令时）。

## 行政
凯特维尔的邮政编码为14130，INSEE市镇编码为14528。

## 政治
凯特维尔所属的省级选区为翁弗勒尔-多维尔县。

## 人口

1962-2008年间凯特维尔人口变化图示

凯特维尔于2022年1月1日时的人口数量为398人。